# (3372) Bratijchuk
(3372) Bratijchuk (1976 SP4) – planetoida z grupy pasa głównego asteroid okrążająca Słońce w ciągu 4,43 lat w średniej odległości 2,69 j.a. Odkrył ją Nikołaj Czernych 24 września 1976 roku.